# Dicliptera pumila
Dicliptera pumila là một loài thực vật có hoa trong họ Ô rô. Loài này được (Lindau) Dandy ex Brenan mô tả khoa học đầu tiên năm 1954.